# Iglesia de San Vitale (Faenza)
La iglesia de San Vitale se encuentra en Faenza, en Corso Mazzini y se encuentra a medio camino entre la iglesia de San Giovanni di Dio y la iglesia de San Filippo Neri o del Suffragio.

## Historia
Tiene orígenes muy antiguos, pero el actual fue completamente reconstruido en 1831 por Pietro Tomba.

## Descripción
El exterior representa claramente su estilo, ya que le da una esencialidad cautivadora a la fachada, en la que hay un frontón triangular encerrado por un rectángulo. Lorenzo Savelli reconoció afinidades con las iglesias romanas construidas por Giuseppe Valadier, como San Pantaleo.